# Chirbat al-Aszara
Chirbat al-Aszara (arab. خربة العشرة) – wieś w Syrii, w muhafazie Aleppo, w dystrykcie Manbidż. W 2004 roku liczyła 828 mieszkańców.